# Ist ja irre – Agenten auf dem Pulverfaß
Ist ja irre – Agenten auf dem Pulverfaß (Originaltitel: Carry On Spying) ist der neunte Film der Carry-On-Filmreihe.

## Handlung
Ist ja irre – Agenten auf dem Pulverfaß ist eine Parodie auf Agenten- und Spionagefilme à la James Bond und der letzte Film der Reihe in schwarzweiß.
Schreibtischmensch Desmond Simpkins und drei Agentenneulinge werden ausgeschickt, um die Welt vor Dr. Crow und ihrer Organisation STENCH zu retten, da gerade keine anderen Agenten zur Hand sind. Wissenschaftlern wurde eine Formel gestohlen, mit deren Hilfe man die Welt vernichten kann. Dr. Crow versucht nun, diese Formel in die Hände zu bekommen, was die vier Amateure verhindern sollen. Bei ihren Versuchen der Formel vor Dr. Crow habhaft werden zu können, stolpern sie in tölpelhafter Manier von einem Chaos ins nächste. Simpkins beweist als Chef der Gruppe zwar ein ums andere Mal viel Einfallsreichtum, jedoch sind die vier bei der Ausführung so stümperhaft, dass ihnen immer wieder der Zufall beim Erreichen ihrer Ziele helfen muss. Ihr Weg führt von London über ins als Agentenmekka berüchtigte Wien bis nach Algier. Dort kommen sie trotz ihrer Unfähigkeit und obwohl sie mehrfach ihren Verbindungsmann verpassen in den Besitz der Formel. Agentin Honeybutt, die ein fotografisches Gedächtnis besitzt, speichert die Formel in ihrem Gedächtnis und die vier vernichten sie. Eigentlich sind sie schon auf dem Rückweg nach London, doch werden sie kurz vor ihrem Ziel von Dr. Crows Handlangern entführt.
Das nun folgende Finale wird im Hauptquartier der Organisation STENCH ausgetragen. Zunächst können die Vier die Versuche Dr. Crows die Formel zu erlangen abwehren. Doch durch einen Unfall verrät Honeybutt das Geheimnis. Ihrer nun geplanten Exekution können die Vier mit Hilfe der Rechten Hand Dr. Crows Lila, die ebenfalls Agentin ist, nicht nur entkommen, sondern sie können ihre Widersacher besiegen, vernichten und damit die Welt retten.

## Bemerkungen
Im neunten Film der Reihe gibt Barbara Windsor ihr Debüt und bringt das erste Mal gezielt Erotik in die Serie. Es ist der letzte Film in Schwarzweiß der Reihe.
Die deutsche Erstaufführung war am 22. Juli 1986 im ZDF.

## Synchronisation
Die deutsche Synchronbearbeitung entstand 1986 im Auftrag des ZDF unter der Dialogregie von Edgar Ott. Das Dialogbuch stammt von Gerda von Rüxleben.
| Rolle            | Darsteller       | Synchronsprecher  |
| ---------------- | ---------------- | ----------------- |
| Harold Crump     | Bernard Cribbins | Ulrich Gressieker |
| Desmond Simpkins | Kenneth Williams | Horst Gentzen     |
| Charlie Bind     | Charles Hawtrey  | Wilfried Herbst   |
| Carstairs        | Jim Dale         | Uwe Paulsen       |
| Daphne Honeybutt | Barbara Windsor  | Dagmar Biener     |
| Der Chef         | Eric Barker      | Lothar Blumhagen  |
| Dr. Crow         | Judith Furse     | Inge Wolffberg    |
| Fetter Mann      | Eric Pohlmann    | Helmut Krauss     |
| Lila             | Dilys Laye       | Renate Danz       |
| Cobley           | Richard Wattis   | Rolf Schult       |
| Oberkellner      | John Bluthal     | Gerd Holtenau     |
| Türsteher        | Tom Clegg        | Ingo Osterloh     |
| „Milkman“        | Victor Maddern   | Karl Schulz       |

## Kritiken
- Ein turbulenter Agentenschwank, der das Genre – insbesondere die 1962 beginnende „James Bond“-Serie – mit nicht immer subtilem Humor auf die Schippe nimmt. (Lexikon des internationalen Films, Band I–K, Hamburg 1995)

- A feeble parody of the Bond films (Halliwell’s Film & Videoguide, London 1998)

- „(…) herrlich blöde[n] Bond-Parodie (…).“ (Wertung: 2½ Sterne = überdurchschnittlich) – Adolf Heinzlmeier und Berndt Schulz in Lexikon „Filme im Fernsehen“ (Erweiterte Neuausgabe). Rasch und Röhring, Hamburg 1990, ISBN 3-89136-392-3, S. 409

## Soundtrack
- Eric Rogers: Carry On Spying. Suite. Auf: What a Carry On! Eric Rogers' & Bruce Montgomery’s theme music of the great British Carry On film comedies. vocalion digital, Watford 2005, CDSA6810 – digitale Neueinspielung der Filmmusik in Auszügen durch das Royal Ballet Sinfonia unter der Leitung von Gavin Sutherland

## DVD-Veröffentlichung
- Agenten auf dem Pulverfass. MMP/AmCo 2007